# Горостьета-и-Веларде, Энрике
Энрике Горостьета-и-Веларде (исп. Enrique Gorostieta y Velarde) — мексиканский генерал, участвовавший в войне кристерос на стороне повстанцев, несмотря на то, что был агностиком и умеренным антиклерикалом. За несколько часов до смерти вернулся к католицизму.

## Биография
Энрике Горостьета был третьим ребёнком в семье известного писателя и политика Антонио Марии Энрике Педро Горостьета и Марии Веларде Вальдес-Льяно. Получив начальное и среднее образование в престижном колледже Мигеля Идальго, в декабре 1906 года был зачислен в военное училище, а 6 мая 1911 года получил звание лейтенанта. Ещё не закончив обучение, Энрике поступил добровольцем в армию, и участвовал в сражениях Мексиканской революции. В апреле 1914 года, уже в звании полковника, был в рядах солдат, оборонявших Веракрус от американских войск. За свои военные заслуги Энрике Горостьета всего в возрасте 24 лёт был произведён в звание бригадного генерала.
Переломным моментом в жизни Энрике Горостьета стала отставка президента Уэрты. Уже в конце августа 1914 года он оставил армейскую службу и покинул страну. С тех пор он какое-то время проживал в США, а затем на Кубе.
Вернулся Горостьета только в 1921 году, после смерти отца, которого новое правительство, за его связь с бывшим президентом, заставило переселиться в Ларедо (США).
22 февраля 1922 года Энрике женился на Гертруде Ласаге Сепульведе, от которой у него родилось четверо детей — Энрике, Энрике младший, Фернандо и Лус-Мария, правда первенец, Энрике, умер в младенчестве.

### Война кристерос
После возвращения на родину Горостьета устроился химиком на мыльную фабрику (он был инженером-артиллеристом), но данная работа не доставляла ему никакого удовольствия, и он снова начал задумываться о военной службе.
В это время ситуация в Мексике накалилась. После утверждения антиклерикальной Конституции 1917 года и мер президента Кальеса, в 1926 году часть католических жителей страны подняла мятеж, переросший в кровопролитное восстание, получившее название «война кристерос».
Первые сражения были проиграны повстанцами — они были плохо вооружены, не хватало провизии, а также не имели военной подготовки. В этих условиях руководство Национальной лиги за религиозную свободу (LNDR) приняло решение нанять Горостьета на службу, назначив ему ежемесячное жалование в размере 3000 MXN (для сравнения: генерал правительственной армии получал в то время 1620 MXN), а также застраховав жизнь генерала на 20000$, которые в случае его смерти должны были перейти к жене Гертруде.
После того, как Горостьета стал генералом в армии кристерос, он успешно воевал в штатах Халиско, Мичоакан, Колима и Сакатекас, но его изначальное отношение к католической церкви вызывало возмущение многих офицеров. Так, например, после того, как был отвоёван Арандас (город в штате Халиско), Энрике повёл своих солдат на мессу в местную церковь, и пока те молились, демонстративно, удобно раскинувшись, курил сигарету.
Восстание закончилось в результате соглашения между Ватиканом и Эмилио Портесом Хилем, новым президентом страны, при посредничестве архиепископа Леопольдо Руиса-и-Флореса, а также посла США Дуайта Морроу.

### Смерть
Энрике Горостьета не дожил до перемирия всего 19 дней. 2 июня 1929 года он был убит в ходе разведывательной операции федеральных войск. В ряды его небольшой группы, с которой Энрике направлялся в штат Мичоакан собирать новое пополнение, был внедрён правительственный агент, который и передал сообщение о месте нахождения генерала. За несколько часов до смерти вернулся к католицизму. 

## Память
- В фильме «Кристиада» роль генерала Энрике Горостьета исполнил Энди Гарсиа.